# Under Attack (musikalbum)
Under Attack kom 2006 och är bandet The Casualties sjunde album.

## Låtlista
1. Under Attack
2. Without Warning
3. System Failed Us...Again
4. Social Outcast
5. VIP
6. No Solution No Control
7. Down And Out
8. In It For Life
9. On City Streets
10. Fallen Heroes
11. Tjhe Great American Progress
12. Stand And Fight